# Laubhütte (Bad Grund)
Laubhütte ist ein Ortsteil der Gemeinde Bad Grund (Harz) im Landkreis Göttingen. Die nächstgrößere Stadt ist Osterode am Harz.

## Lage
Laubhütte liegt nur wenige hundert Meter südlich vom Kernort Bad Grund am Westrand des Harzes. In westlicher Umgebung befinden sich die ebenfalls zu Bad Grund (Harz) gehörenden Ortsteile Gittelde mit Teichhütte, Badenhausen mit Neu- und Oberhütte, Eisdorf sowie Willensen. Laubhütte ist von Wald umgeben.
Der Ortsteil liegt an einer Landstraße, die ins zwei Kilometer südwestlich gelegene Windhausen führt.

## Geschichte
Das früheste Schriftzeugnis ist von 1544 und lautet „Laupitz“, was auf eine ostfälische Form von Lô-bek zurückgehen und Waldbach heißen könnte. Die Ortschaft wurde wohl durch eine bekannte Lokalität (etwa eine Laupitzhütte, synkopiert zu Laubhütte) in Abgrenzung zum Flurnamen genauer bezeichnet.
Im Ort befand sich die Gaststätte/Hotel „Laubhütte“, die einst auf der am 4. Oktober 1786 festgelegten Grenze zwischen den historischen Ländern Hannover und Braunschweig stand.
Bis zum 1. Juli 1959 gehörten acht bebaute Grundstücke in Laubhütte zur damals noch eigenständigen Gemeinde Windhausen im Landkreis Gandersheim (Regierungsbezirk Braunschweig). Erst durch die am 17. März 1959 beschlossenen Umgemeindung wurde es in die Bergstadt Bad Grund im Landkreis Zellerfeld (Regierungsbezirk Hildesheim) eingegliedert. Durch das Harzgesetz wurden Bad Grund und Laubhütte 1972 ein Teil der Samtgemeinde Bad Grund (Harz) im Landkreis Osterode am Harz.
Mit der Umwandlung der Samtgemeinde Bad Grund in eine Einheitsgemeinde zum 1. März 2013 wurde Laubhütte zusammen mit Taubenborn und der Bergstadt Bad Grund (Harz) zu einem eigenständigen Ortsteil der neu entstandenen Einheitsgemeinde.

## Ortsrat und Ortsbürgermeister
Auf kommunaler Ebene wird Laubhütte vom Ortsrat der Bergstadt Bad Grund (Harz) vertreten.